# Fuori di testa (film 1987)
Fuori di testa (Bad Taste) è un film splatter del 1987 diretto da Peter Jackson, primo lungometraggio del regista neozelandese.
Il film uscì nelle sale neozelandesi il dicembre 1987, mentre nelle sale italiane uscì il 26 ottobre 1989.

## Trama
Gli abitanti della città neozelandese Kaihoro spariscono misteriosamente dopo avere dato l'allarme per un avvistamento di UFO. Sul posto viene inviata la scalcagnata unità speciale detta "The Boys", che scopre con orrore che gli alieni hanno installato la loro navicella in una casa nelle vicinanze e che tutta la popolazione è stata macellata per essere utilizzata per la catena di fast food spaziali di Mister Crumb. Riusciranno i nostri eroi a fermare l'invasione degli alieni antropofagi?

## Produzione
Il film nasce come un cortometraggio di dieci minuti che si sarebbe dovuto intitolare Roast of the Day, le cui riprese iniziarono nel 1981.
Il film è girato per la maggior parte nella città natale di Jackson, Pukerua Bay, a nord di Wellington, in Nuova Zelanda. Originariamente pensato come corto, fu girato principalmente nei fine settimana nel corso di quattro anni, con costo di circa 25.000 dollari. Quando le riprese erano quasi terminate, la New Zealand Film Commission investì nel cortometraggio altri 235.000 dollari neo-zelandesi per trasformarlo in un film vero e proprio.
Proprio come accade per La Casa, molte delle ardite inquadrature e dei bizzarri effetti speciali splatter del film furono realizzati con "mezzi di fortuna". Inoltre, Peter Jackson interpreta ben 2 personaggi, il folle Derek dei "boys" e l'alieno Robert. Inoltre Peter Jackson realizzò personalmente le maschere indossate dagli alieni, nella cucina della casa di sua madre.

## Distribuzione
Il film si assicurò la distribuzione internazionale dopo essere stato proiettato al Festival di Cannes.

## Doppiaggio italiano
Il secondo doppiaggio del film presenta numerose battute aggiunte o inventate dai dialoghisti.

## Riconoscimenti
- 1989 - Fantafestival
  - Premio del pubblico[1]